# Minsheng Bank Building
Minsheng Bank Building je postmoderní mrakodrap v čínském městě Wu-chan. Má 68 podlaží a výšku 331 metrů, je tak nejvyšší mrakodrap ve městě a 11. nejvyšší v Číně. Střecha se nachází ve výšce 290 m nad úrovní ulice, ale jeho nejvyšší podlaží ve výšce 238 m. Výstavba probíhala v letech 2001–2007 podle projektu společnosti Wuhan Architectural Design Institute. Budova disponuje prostory o výměře 150 000 m2. Prostory jsou využívány jako kanceláře, hotel, v nižších patrech také jako maloobchodní pasáž a v podzemí jsou garáže.